# The Invisible Man (miniserie)
The Invisible Man is een Britse miniserie gebaseerd op de sciencefictionroman de onzichtbare man van H. G. Wells. De serie bestaat doorgaans uit zes afleveringen van 27 minuten, maar is ook uitgezonden als drie afleveringen van 50 minuten.

## Productie
De serie werd geproduceerd als onderdeel van BBC One’s Classic Serial strand, die bestond uit vele televisiebewerkingen van klassieke verhalen. De serie volgt grotendeels dezelfde plot als het originele boek.

## Verhaallijn per aflevering
Aflevering 1: The Strange Man's Arrival
Een sinistere vreemdeling arriveert in het Engelse dorpje Iping, en huurt een kamer in de lokale herberg. De herbergier, Mr. Hall, en zijn vrouw zijn meteen achterdochtig over de man. Vooral zijn vreemde uiterlijk jaagt iedereen angst aan. Zijn hoofd is geheel in verband gewikkeld. De man lijkt vreemde experimenten uit te voeren op zijn kamer, wat tot wantrouwen bij de gehele bevolking leidt.
Aflevering 2: The Unveiling of the Stranger
Terwijl de vreemdeling doorgaat met het doen van verdachte experimenten, begint hij achter te lopen met zijn huur. Mr en Mrs Hall gaan op onderzoek uit, en vrezen dat de man onder zijn verband een gruwelijk geheim draagt.
Aflevering 3: Mr. Marvel's Visit to Iping
Wanneer Mr. en Mrs. Hall eindelijk besluiten de man te confronteren, ontdekken ze dat hij onzichtbaar is. Hij ontsnapt uit de herberg en roept de hulp in van een zwerver genaamd Thomas Marvel. Hij wil dat Thomas voor hem zijn spullen uit de herberg haalt.
Aflevering 4: Dr. Kemp's Visitor
Thomas verraadt de onzichtbare man, en deze probeert hem te vermoorden. Hij wordt verwond door een vuurwapen en vlucht het huis in van een jonge dokter genaamd Kemp.
Aflevering 5: Certain First Principles
De onzichtbare man vertelt dr. Kemp over zijn verleden, en onthult zijn identiteit - Griffin, Kemp’s oude studiegenoot aan de universiteit. Hij vertelt hoe hij onzichtbaar werd door een experiment, maar er tot dusver niet in is geslaagd zichzelf weer normaal te maken. Inmiddels heeft hij zijn pogingen daartoe opgegeven, en heeft nu heel andere plannen…
Aflevering 6: The Hunting of The Invisible Man
Griffin onthult dat hij een spoor van terreur wil gaan zaaien in de omgeving. Kemp besef dat Griffin gestoord is, en roept de hulp in van de politie. Samen beramen ze een plan om Griffin te stoppen voor het te laat is.

## Cast
- Pip Donaghy ... Griffin/The Invisible Man
- Jonathan Adams ... Teddy Henfrey
- Keith Ashton ... Navvy
- Jiggy Bhore ... Barmaid
- Donald Bisset ... Professor Hobbema
- Anthony Brown ... Mariner Harry
- Ruby Buchanan ... Miss Hood
- Deddie Davies ... Mrs. Margaret Bunting
- Helen Gold ... Rose
- Nigel Gregory ... Youth
- David Gwillim ... Dr. Samuel Kemp
- Rachael Heaton-Armstrong ... Girl
- Roy Holder ... Sandy Wadgers
- Gerald James ... Dr. Edward Cuss
- Lila Kaye ... Mrs. Jenny Hall

## Ontvangst
De serie werd niet al te best ontvangen, en trok gemiddeld ongeveer 7.4 miljoen kijkers. De kijkcijfers daalden naarmate de serie vorderde. Een veel gehoord punt van kritiek was dat de verhaallijn te traag verliep, en dat de roman niet geschikt was voor een miniserie van dit formaat.

## Verschillen met het boek
Van alle film- en televisiebewerkingen van “De onzichtbare man” komt deze miniserie nog wel het dichtst in de buurt van het originele verhaal. Toch zijn er een paar verschillen:
- De roman speelt zich af over een periode van enkele maanden. In de serie is dit slechts 1 maand.
- Het dorp Iping bevindt zich in de serie op de grens tussen Somerset en Devon.
- De flashback waarin Griffin zijn verleden onthult bevat een extra personage dat niet voorkomt in het boek: professor Hobbema.
- Het personage Dr. Kemp komt in de serie al veel eerder voor dan in het boek. In het boek wordt hij pas halverwege geïntroduceerd. In de serie is hij in de openingsscène reeds te zien.
- In de serie is Griffin op de hoogte van waar dr. Kemp woont, en zoekt hem op. In het boek vlucht hij een willekeurig huis in, en ontdekt dan pas dat Dr. Kemp daar woont.
- In de epiloog van het boek opent Thomas Marvel met het geld dat Griffin heeft gestolen een bar. In de serie blijft hij een zwerver.